# Apache Avalon
Apache Avalon（アパッチ アヴァロン）は、コンテナ（サーバ）アプリケーションを含む役立つコンポーネントフレームワークを提供するプロジェクトとして1999年に開発された、コンピュータソフトウェアフレームワークである。Avalonは関心の分離、制御の反転 (IoC) のようなデザインパターンをいち早く使用した。
2004年、Avalonはいくつかの新しいグループに分割され、プロジェクトは解散した。

## 新しいグループ
- Apache Excalibur
- DPML's Metro
- Codehaus Loom
- Castle